# Jeananne Goossen
Jeananne Goossen est une actrice canadienne née le 3 janvier 1985 à Toronto.

## Biographie
Jeananne Goossen est née le 3 janvier 1985 à Toronto au Canada de Tom Goossen, professeur de littérature japonaise originaire de New York, et Tam Goossen, originaire de Hong Kong. Elle étudie la biochimie à l'Université McGill de Montréal, dans l'objectif premier de devenir gynécologue. Pendant ses études elle décide d'entreprendre une carrière d'actrice.

### Carrière d'actrice
La première apparition de Goossen à la télévision se fait en 2006 dans la série canadienne 11 caméras puis dans le pilote de la série policière américaine Angela's Eyes. Elle apparaît ensuite dans d'autres productions canadiennes, notamment la comédie Breakfast with Scot et la série Falcon Beach en 2007, ou dans Wild Roses (en) en 2009. Elle est nommée au Prix Gemini du meilleur second rôle féminin en 2007 pour son rôle dans Falcon Beach. En 2010 elle incarne la femme samouraï Tomoe Gozen dans la mini-série Riverworld (en), adaptée du roman éponyme de Philip José Farmer.
En 2011, Goossen est dans la huitième saison de Les Experts : Manhattan dans le rôle de l'agent Lauren Cooper. Elle intègre le casting de la neuvième saison de NCIS : Enquêtes spéciales pour le rôle récurrent du soldat Joan Matteson. En 2012, joue dans la première et seule saison de la série Alcatraz.
Goossen apparait aux côtés de l'acteur Adam Butcher dans le film de science-fiction canadien de David Hewlett Spaceship en 2014. Elle joue le rôle du dr Krista Bell-Hart dans les deux premières saison de la série The Night Shift en 2014-2015.
En 2016 elle joue dans la sixième saison de The Walking Dead, puis incarne le rôle récurrent de Vita Martin dans Nashville où elle interprète plusieurs chansons.
En 2017 elle joue le personnage récurrent de Fiona Duncan dans la douzième saison d'Esprits criminels et apparaît dans un épisode de MacGyver.

## Filmographie

### Télévision
- 2006 : 11 caméras : Serenity
- 2006 : Angela's Eyes : Julie Molson
- 2007 : Falcon Beach : Courtney True
- 2009 : Wild Roses (en) : Ricky
- 2010 : Riverworld (en) : Tomoe Gozen
- 2011 : Les Experts : Manhattan : Officier Lauren Cooper
- 2011 : NCIS : Enquêtes spéciales
- 2012 : Alcatraz : Nikki
- 2013 : The Following : Jennifer Mason
- 2014-2015 : The Night Shift : Dr Krista Bell-Hart
- 2016 : The Walking Dead : Michelle
- 2016 : Nashville : Vita Martin
- 2017 : Esprits criminels : Fiona Duncan (saison 12, épisodes 14, 17, 20 et 21)
- 2017 : MacGyver : Harper Hayes (saison 2, épisode 5)
- 2021 : The Handmaid’s Tale : La Servante écarlate : Tante Ruth
- 2023 : Le vœu magique de Noël : Emma

### Cinéma
- 2007 : Breakfast with Scot ; Nula
- 2011 : Unlucky : Agent Wong
- 2012 : Je te promets (The Wow) : Sonia
- 2014 : Spaceship (Debug) : Kaida
- 2018 : Hyperlight : Emiliana Newton [6]

## Crédits
- (en) Cet article est partiellement ou en totalité issu de l’article de Wikipédia en anglais intitulé « Jeananne Goossen » (voir la liste des auteurs).